# Kosmische straling

Energiespectrum van kosmische straling. Verticale as: Flux (aantal deeltjes of fotonen) per oppervlak per seconde per steradiaal (hoekmaat) per GeV, horizontale as: energie in eV. Lage energieën zijn talrijk: 1 per vierkante meter per seconde. Maar de hoogste energieën zijn relatief zeldzaam, namelijk 1 voorval per vierkante kilometer per jaar.

Kosmische straling of hoogtestraling is een verzamelnaam voor deeltjes met een hoge energie (ioniserende straling) die zich tussen alle hemellichamen in het heelal bevinden, in het zogenaamde interstellair medium. Kosmische straling bereikt ook de aarde, de aardatmosfeer zorgt er voor dat het grootste deel van deze voor leven schadelijke straling echter niet tot het aardoppervlak reikt. De deeltjes bestaan uit elektronen en protonen, de kernen van helium en van zwaardere elementen, maar ook uit neutrino's en hoog-energetische fotonen (γ-straling). De energie van deze deeltjes loopt uiteen van rond de 109 eV (elektronvolt) tot enkele malen 1020 eV. Op grond van de interactie tussen protonen en de kosmische achtergrondstraling, gaat de wetenschap ervan uit dat laatstgenoemde waarde de hoogst mogelijke energetische waarde van kosmische straling is. Dit theoretisch voorspelde energiemaximum van kosmische straling is de zogenaamde GZK limiet. Kosmische straling biedt veel hogere energieën dan de grootste deeltjesversnellers, zoals CERN, die nog niet verder komen dan 1012 eV (elektronvolt), maar is daarentegen veel moeilijker beheersbaar binnen een experimentele opstelling.

## Oorsprong
De oorsprong van de kosmische straling is slechts ten dele bekend. Laag-energetische deeltjes komen van de zon (de zonnewind) en van sterren uit het melkwegstelsel.
Deeltjes met energieën tot ongeveer 1016 eV zijn afkomstig van supernova's, zoals de uitbarsting die leidde tot de Krabnevel. Deeltjes met nog meer energie kunnen aan galactische magneetvelden ontsnappen en hebben waarschijnlijk een extragalactische oorsprong. Hierbij wordt gedacht aan Gamma-Ray Bursts (GRB), aan actieve kernen van ver weg gelegen sterrenstelsels, en aan andere verschijnselen die met zeer energetische plasmajets gepaard gaan. Kosmische straling kan ook afkomstig zijn van zwarte gaten, Hypernova's, Gammaflitsen en actieve sterrenstelsels.

## Waarneming
De primaire deeltjes waaruit de kosmische straling bestaat worden slechts zelden direct waargenomen. Deeltjes uit de zonnewind kunnen worden ingevangen door het aards magneetveld en verschijnselen als het poollicht veroorzaken. Hoog-energetisch geladen deeltjes of fotonen die de atmosfeer binnenkomen veroorzaken na botsing met een stikstof- of zuurstofkern een regen van secundaire deeltjes, een extended air shower (EAS). Bij de bestudering van deze secundaire deeltjes zijn vele subatomaire deeltjes voor het eerst ontdekt, zoals het positron, het pion, het muon en de vreemde deeltjes zoals kaonen.
Het bestuderen van air showers kan op verschillende manieren: met scintillatiedetectoren, of Tsjerenkov detectoren in vloeistoftanks, waarmee vooral muonen maar ook elektronen waargenomen kunnen worden; of met zeer lichtsterke telescopen die fluorescentielicht van de air shower in de nachtelijke atmosfeer kunnen waarnemen. Het grootste bestaande experiment voor de bestudering van air showers is het Auger experiment in Argentinië. In Nederland wordt kosmische straling onderzocht door het HiSPARC-experiment, een samenwerkingsverband tussen enige tientallen middelbare scholen en een zevental academische instellingen.
Hoog-energetische fotonen worden waargenomen met behulp van speciale telescopen voor Tsjerenkovlicht in de atmosfeer, zoals het HESS-experiment in Namibië. 
Om neutrino's waar te nemen maakt men gebruik van de zeldzame spontane overgang van neutrino's naar geladen deeltjes (in het bijzonder muonen) bij het doorkruisen van de aarde. Zulke van onderop komende geladen deeltjes kan men wederom waarnemen met behulp van het door hun geproduceerde Tsjerenkovlicht, bijvoorbeeld in het ijs van Antarctica door AMANDA, of in het water van de Middellandse Zee door ANTARES of in een watervat door Super-Kamiokande.

## Geschiedenis
In 1785 stelde Charles-Augustin de Coulomb vast dat er bij zijn experimenten met de elektrische kracht op een onverklaarde manier elektrische lading uit zijn apparatuur lekte. Dit verschijnsel bleef onverklaard, maar ook in de late jaren 1890 stelde men vast dat een elektroscoop altijd lichtjes lading verliest, ook al is er geen kunstmatige bron van ioniserende straling in de buurt.
In 1900 onderzochten Julius Elster en Hans Friedrich Geitel in Duitsland en Charles Thomson Rees Wilson in Engeland dit fenomeen. Beide groepen concludeerden dat er een onbekende bron van ioniserende straling voor verantwoordelijk was. Met steeds beter geïsoleerde elektroscopen kon men dit effect behoorlijk verminderen, maar men kwam daarbij al gauw aan een grens. In die tijd leek de verklaring voor de hand te liggen: de radioactiviteit in de atmosfeer zou de lucht rond de elektroscoop ioniseren. Deze verklaring leek plausibel na de ontdekking van radioactiviteit door Antoine Henri Becquerel in 1896, toen men zich realiseerde dat radioactieve materialen overal op aarde waren te vinden.

### Kosmische oorsprong
Om deze hypothese te testen, ontwikkelde Theodor Wulf - een Duitse jezuïetenpater die destijds leraar was aan een college in Valkenburg (Limburg) - in 1907 zelf een superieure elektroscoop. Hij ontdekte dat de ioniserende straling in de mergelgangen onder de grond niet aangetroffen werd, maar wel in het vrije veld en op de top van de Eiffeltoren. Daar bleek de waarde echter niet wat hij had verwacht. Hij veronderstelde dan ook ofwel een nog onbekende bron van radioactiviteit in de opperste lagen van de atmosfeer, ofwel een absorptie van gammastralen in de lucht die veel miniemer was dan tot dan toe aangenomen.
Hierop nam de Zwitserse natuurkundige Albert Gockel in 1910 een Wulf-elektroscoop en bellenvat mee met een ballon tot op 4,5 km hoogte en constateerde dat op die hoogte de lucht in een gesloten vat de elektriciteit beter geleidt dan op de aardoppervlakte. Wegens de absorptie door de atmosfeer zou de grond-radioactiviteit echter moeten verdwijnen op een hoogte van enkele duizenden voet. Tot zijn verbazing bleef de mate van ontlading van zijn elektroscoop in wat hij dacht een stralingvrije omgeving te zijn nagenoeg constant. Voorlopig dacht men aan een of ander verborgen gebrek in het experiment.
Nadat hij over het Eiffel-experiment van Wulf gelezen had, besloot de 28-jarige Oostenrijker Victor Franz Hess de experimenten te herhalen tijdens een aantal gedurfde hoogtevaarten met een heteluchtballon in 1911 en 1912. Met behulp van een naar Wulfs ontwerp gebouwde elektroscoop toonde hij aan dat de straling, na door een minimum gekomen te zijn waar de straling van de grond helemaal was opgeslorpt door de atmosfeer, boven ongeveer 5 km hoogte zelfs in intensiteit toenam. Hij stelde ook vast dat het effect overdag en ’s nachts even groot was. Daarmee was de buitenaardse oorsprong van de straling aannemelijk gemaakt en Hess noemde het "die Höhenstrahlung", hoogtestraling. In 1936 ontving Hess voor deze ontdekking de Nobelprijs voor de Natuurkunde.
Hess’ resultaten werden in 1913 bevestigd door Werner Heinrich Gustav Kolhörster, die proeven deed tot op 9 km hoogte. Ook op deze hoogte nam het geleidingsvermogen van de lucht in het gesloten vat spectaculair toe tot 12x dit aan de aardoppervlakte. Verder onderzoek bevestigde dat de straling afkomstig was ofwel vanuit de hoogste lagen van de atmosfeer, ofwel van buiten de atmosfeer. Bovendien verzwakte de straling tijdens haar doorgang door de atmosfeer. Uit de mate van vermindering kon men afleiden dat deze stralen veel doordringender moesten zijn dan de reeds bekende ioniserende straling. Uit beide observaties kon men afleiden dat de hoogtestraling een buitenaardse oorsprong had. Bij het uitbreken van de Eerste Wereldoorlog lag het onderzoek stil, om pas in 1922 opnieuw te worden opgepakt.

### Gammastralen
Na de oorlog ging men meer gebruikmaken van onbemande ballonnen. Zo konden Robert Andrews Millikan en Ira Sprague Bowen vanaf 1922 tot op 15 km doordringen. In Duitsland bereikte Erich Regener met zijn onbemande ballon 30 km hoogte. Het effect bleek niet onbeperkt sterker te worden, maar na een maximum op een bepaalde hoogte nam het weer af.
Het vermogen van de hoogtestraling om in de materie door te dringen werd verder onderzocht door Millikan en zijn assistenten Russell Otis en G. Harvey Cameron. Hiervoor lieten ze de apparaten in een meer in Californië op verschillende diepten onder water zakken. Deze proeven werden ook door Regener herhaald tot 200 meter onder water, andere onderzoekers gingen tot 400 meter diep. Het buitengewoon groot doordringend vermogen van de hoogtestraling werd hiermee bevestigd.
Verder onderzoek bevestigde de kosmische oorsprong van de hoogtestraling. Toen ook Millikan hiervan was overtuigd, noemde hij in 1926 deze hoogtestraling "cosmic rays", kosmische straling. Omdat deze straling zo diep doordrong en slechts beperkt interageerde met materie, concludeerde Millikan dat het ging om gammastralen, de meest doordringende straling die tot dan toe bekend was.

### Geladen deeltjes
De conclusie van Millikan kwam echter onder vuur te liggen, toen de Nederlandse natuurkundige Jacob Clay in 1927 op zijn reizen tussen Nederland en Java vaststelde dat de intensiteit van de straling afhing van de geografische breedtegraad. Aan de evenaar mat hij 14% minder intensiteit dan op 45° NB en de straling werd dus wellicht door het aardmagnetisch veld beïnvloed.
De experimenten in 1928 en 1929 van Walther Bothe en Werner Kolhörster met een aangepaste Geiger-Müller teller leidden eveneens tot de suggestie dat de kosmische straling bestond uit geladen deeltjes met zeer hoge snelheid. Zij ontdekten dat de straling in ieder geval op zeeniveau voornamelijk bestond uit geladen deeltjes. Dit deed de twijfel omtrent kosmische straling als gammastraling nog toenemen.
Ook de theoretici hielden zich met het probleem bezig. Onafhankelijk van elkaar voorspelden de Italiaan Bruno Rossi en de Belg Georges Lemaître in samenwerking met de Mexicaan Manuel Vallarta in 1932 onder meer een oost-west asymmetrie van de kosmische stralen. Zij bouwden hierbij voort op Fredrik Carl Størmers theorie over geladen deeltjes in magnetische velden. Dit werd in 1933 bevestigd door de metingen van Thomas Hope Johnson en van Luis Alvarez en Arthur Compton. De grotere intensiteit van de kosmische straling vanuit het westen gemeten door Johnson en anderen suggereerde een positief geladen primaire straling in de opperste lagen van de atmosfeer.
In 1933 bevestigden Pierre Auger en Louis Leprince-Ringuet dat de intensiteit van de straling afhing van de breedtegraad. Om de zaak voorgoed te beslechten, begon Compton aan een wereldwijd onderzoek met negen teams en op verschillende hoogten. In 1933 kon hij de resultaten bekendmaken en bevestigen dat er inderdaad een breedtegraadeffect was en dat kosmische stralen elektrisch geladen deeltjes waren. De theorieën van Kristian Birkeland, Størmer, Paul Sophus Epstein, Lemaître, Vallarta en anderen toonden aan dat gezien de invloed van het aardmagnetisme het ging om deeltjes afkomstig uit de ruimte met een enorme energie.
In de tweede helft van de jaren 1930 ontdekte Pierre Auger (zie: Auger-elektron-experiment, hierboven) het bestaan van extended air showers.

## Betekenis voor de deeltjesfysica
Tussen 1930 en 1955 vormde de studie van de kosmische straling het belangrijkste middel tot de ontdekking van nieuwe subatomaire deeltjes. In 1932 ontdekte Carl Anderson bij zijn onderzoek aan de kosmische straling het positron. Hij ontving hiervoor in 1936 de Nobelprijs voor de Natuurkunde (samen met Victor Hess). Samen met Seth Neddermeyer ontdekte hij in 1936 het mesotron, nu muon genaamd. Later werden bij dit onderzoek ook het pion en het kaon ontdekt.

### Historische artikelen
- Th. Wulf, On the radiation that exists in the atmosphere of high penetrating power, Physikalische Zeitschrift X (1909), 152-157
- V.F. Hess, Über Beobachtungen der durchdringenden Strahlung bei sieben Freiballonfahrten, Physikalische Zeitschrift XIII (1912), 1084-1091
- P. Auger et al., Extensive Cosmic-Ray Showers, Rev. Mod. Phys. 11 (1939), 288-291.

### Nieuwere bronnen
- R.G. Harrison and D.B. Stephenson, Detection of a galactic cosmic ray influence on clouds, Geophysical Research Abstracts, Vol. 8, 07661, 2006 SRef-ID: 1607-7962/gra/EGU06-A-07661
- C. D. Anderson and S. H. Neddermeyer, Cloud Chamber Observations of Cosmic Rays at 4300 Meters Elevation and Near Sea-Level, Phys. Rev 50, 263,(1936).
- M. Boezio et al, Measurement of the flux of atmospheric muons with the CAPRICE94 apparatus, Phys. Rev. D 62, 032007, (2000).
- R. Clay en B. Dawson, Cosmic Bullets, Allen & Unwin, 1997. ISBN 1-86448-204-4
- T. K. Gaisser, Cosmic Rays and Particle Physics, Cambridge University Press, 1990. ISBN 0-521-32667-2
- P. K. F. Grieder, Cosmic Rays at Earth: Researcher’s Reference Manual and Data Book, Elsevier, 2001. ISBN 0-444-50710-8
- A. M. Hillas, Cosmic Rays, Pergamon Press, Oxford, 1972 ISBN 0-08-016724-1 - A good overview of the history and science of cosmic ray research including reprints of seminal papers by Hess, Anderson, Auger and others.
- J. Kremer et al, Measurement of Ground-Level Muons at Two Geomagnetic Locations, Phys. Rev. Lett. 83, 4241, (1999).
- S. H. Neddermeyer and C. D. Anderson, Note on the Nature of Cosmic-Ray Particles, Phys. Rev. 51, 844, (1937).
- M. D. Ngobeni en M. S. Potgieter, Cosmic ray anisotropies in the outer heliosphere, Advances in Space Research, 2007.
- M. D. Ngobeni, Aspects of the modulation of cosmic rays in the outer heliosphere, M.Sc Dissertation, Northwest University (Potchefstroom campus) South Africa 2006.
- D. Perkins, Particle Astrophysics, Oxford University Press, 2003. ISBN 0-19-850951-0
- C. E. Rolfs en S. R. William, Cauldrons in the Cosmos, The University of Chicago Press, 1988. ISBN 0-226-72456-5
- B. B. Rossi, Cosmic Rays, McGraw-Hill, New York, 1964.
- Martin Walt, Introduction to Geomagnetically Trapped Radiation, 1994. ISBN 0-521-43143-3
- J. F. Ziegler, The Background In Detectors Caused By Sea Level Cosmic Rays, Nuclear Instruments and Methods 191, 419, (1981).
- TRACER Long Duration Balloon Project: the largest cosmic ray detector launched on balloons.
- HiRes Fly's Eye